# Fritz Isser
Fritz Isser (Matrei in Osttirol, 17 agosto 1932) è un ex slittinista ed ex bobbista austriaco.

## Biografia
Ultimo di cinque fratelli tutti distintisi in ambito internazionale (Josef, Heinrich, Maria e Franz, del quale è gemello) è stato un atleta attivo in diverse specialità. Iniziò la sua carriera internazionale nello slittino e con la nazionale austriaca partecipò a due edizioni dei campionati europei gareggiando nel singolo: a Garmisch-Partenkirchen 1952 e a Cortina d'Ampezzo 1953, dove si piazzò rispettivamente al tredicesimo e al dodicesimo posto.
Successivamente gareggiò nel bob in qualità di frenatore per la squadra nazionale austriaca, avendo preso parte ai campionati mondiali di Garmisch-Partenkirchen 1962, dove conquistò la medaglia di bronzo nel bob a quattro insieme ai fratelli Franz, Josef e Heinrich.

## Palmarès

### Mondiali
- 1 medaglia:
  - 1 bronzo (bob a quattro a Garmisch-Partenkirchen 1962).